# ليلة فالبورجيس
ليلة فالبورجيس، وهي اختصار لليلة القديسة فالبورجيس (بالألمانية: Sankt Walpurgisnacht)‏ وتعرف أيضاً بعشية القديسة فالبورجا. يُحتفل في ليلة الثلاثين من نيسان وبنهار الأول من أيار بمناسبة عشية العيد المسيحي للقديسة فالبورجيس التي كانت رئيسة دير في فرنسيا بالقرن الثامن. يُحيي هذا العيد ذكرى قُداس القديسة فالبورجيس ولنقل مقتنياتها المقدسة لبلدة آشتيت في الأول من ايار عام 870. أشاد المسيحيون الالمان بالقديسة فالبورجا لمحاربتها لأمراض «الطاعون وداء الكلب والسعال الديكي وكذلك للسحر». نجحت القديسة فالبورجا في تحويل عامة الناس لاعتناق المسيحية ولهذا كانوا يدعون ربهم مستفيدين من شفاعتها لحماية أنفسهم من تأثير السحر. لا تزال الناس في بعض انحاء العالم المسيحي يضرمون النار في عشية القديسة فالبورجا لطرد الارواح الشريرة والساحرات وقد قام البعض بالحج إلى قبرها في تلك العشية وعادةٍ ليحصلوا على قارورة زيت القديسة فالبورجا.
يُحتفل بليلة فالبورجيس بأشكال مختلفة على الصعيد المحلي في شمالي ووسط أوروبا في كل من هولندا وألمانيا وجمهورية التشيك وسلوفينيا والسويد وليتوانيا ولاتفيا وفنلندا واستونيا، اما في الدنمارك والنرويج فتعرف تقاليد إضرام النار لطرد الساحرات بـ (عشية القديس جون).

## لمحه تاريخية
تم تسمية ذلك العيد بليلة فالبورجيس تيمناً بالمبشرة الإنجليزية القديسة فالبورجا (710-777/79) بنت القديس ريتشارد الحاج واخت القديس وينيبالد (وتعرف ايضاً بالقديسة فالبورجيس)، ولدت فالبورجا في مقاطعة ديفون بإنكلترا عام 710 ميلادي في اسرة انجلو-سكسونية عريقة ودرست الطب وبعدها أصبحت مبشّرة مسيحية في ألمانيا وهناك اسست الدير المزدوج بمدينة هايدنهايم، وهكذا، عادةٍ ما تصور الأعمال الفنية المسيحية هذه القديسة حامله ضمادات في يدها. اعتنق الشعب الألماني الديانة المسيحية وتركوا الوثنية كنتيجة للتبشير الذي قامت به فالبورجا هناك، بالإضافة لذلك، أصبح الدير مكاناً للتعليم وبعد ذلك بقليل اشتهر كمركز للثقافة. غُرفت، ايضاً، القديسة فالبورجا بقدرتها على ابعاد تأثير السحر. فارقت القديسة فالبورجا الحياة عام 777 ولا يزال قبرها ينضح بزيت مقدس لحد الآن وقيل أن هذا الزيت يشفي المرضى، اذ توزع الراهبات البنديكتينيات هذا الزيت بقوارير على الحجاج الزائرين لقبرها. وقد فارقت القديسة فالبورجا الحياة في الخامس والعشرون من شباط عام 777 (تشير بعض المصادر ان مماتها في عام 778 أو 779). تم قُداس فالبورجا ونقل اثارها المقدسة في الأول من ايار عام 870 إلى بلدة ايشتيت ومن ذلك التاريخ عُرف عيد القديسة فالبورجا وحُدد كيوم للاحتفال بذلك العيد وأضحت المقدسة الأشهر بفترة وجيزة في كلًّ من ألمانيا وانكلترا وفرنسا حين نقل الاسقف اثارها المقدسة إلى بلدة اشتيت «وتم التعرف على ان العلاجات الاعجازية قد سافرت معها كاثار لها» تلك العلاجات الاعجازية عُرفت على انها زيت فالبورجا الذي يتقطر من صخور قبرها في ايشتيت، وكان ذلك بإقرار الناس المرضى الذين كانوا يدهنون أنفسهم بذلك الزيت.
يُعرف تاريخ قُداسها بـليلة فالبورجيس (ليلة القديسة فالبورجا) باللغة الألمانية والاسم المختصر لهذا العيد هو Walpurisnacht، ويُعرف هذا العيد بـValborgsmassoafton بالسويدية وبـVappen في الفنلندية السويدية وبـVappu في الفنلندية وبـVolbrioo في الاستوانية وبـValpurgijos naktis  في الليتوانية وبـValpurgu nakts أو Vapurgi في اللاتفية وبـcarodejnice وValpurzina noc بالتشيكية. ويُعرف هذا العيد باللغة الإنجليزية بعدة أسماء وهي Saint Walpurga's night وSaint Walburga's Night وWalpurgis Night وSaint Walpurga's Eve و Saint Walburga's Eve وthe Feast of Saint Walpurga أو the Feast of Saint Walburga. سُجل المصطلح الألماني Walpurgisnacht (ليلة فالبورجيس) عام 1668 من قبل المؤرخ الألماني يوهانز برايتوريوس اذ عُرفت بعد ذلك بليلة القديسة فالبورجيس أو عشية القديسة فالبورجيس، وتم ذكر ذلك الاسم في عهد أقدم في عام 1603 في التقويم الدائم ليوهان كولير ويُشير إلى ان اليوم التالي الأول من ايار هو يوم عيد الرُسل جيمس ذا ليس وفيليب في التقويم المسيحي الغربي للقديسين.
في العصور الحديثة، لايزال الكثير من المسيحين يقومون بزيارات دينية إلى قبر القديسة فالبورجا في قرية ايشتيت في يوم القديسة فالبورجا، اذ وصُفت اعداد الزائرين لكنيسة فالبورجا بالألف في القرن التاسع عشر. كون الأول من ايار هو تاريخ عيد القديسة فالبورجا فأنه يتصادف مع احتفالات عيد العمال بذات التاريخ خصوصاً في فنلندا والسويد. اخذت العصور الوسطى وعصر النهضة بهذه الليلة فبدأت الساحرات بالاحتفال بليلة فالبورجيس بطقوس من الشعوذة كما تكون قوى الشر بأوج قوتها وكان ذلك بعد ان أمنت الناس بشفاعة (أو وساطة) القديسة فالبورجا على انها ناجعة ضد قوى الشر. في الفلكلور الألماني، يُعتقد ان ليلة فالبورجيس هي ليلة الساحرات اذ يجتمعن على بروكين اعلى قمة في سلسلة جبال هارز وتكون هذه السلسة الجبلية على شكل تلال تكتنفها الاشجار، اذ اخذت الناس يضرمون النار على جوانب التلال كعادة طرداً للشر ولحماية أنفسهم ومواشيهم، ولا تزال بعض المناطق تقوم بذلك إلى يومنا هذا. في مقاطعة ميونيخ، عُرف هذا العيد بليلة الساحرات اذ يقوم المحتفلين بارتداء ملابس شبيه بملابس الساحرات وإطلاق الالعاب النارية والرقص وتشغيل الموسيقى الصاخبة وتعرف تلك الطقوس على انها طارد للساحرات وللشتاء.

## اختلافات اقليمية

### جمهورية التشيك
في جمهورية التشيك، يُسمى الثلاثون من نيسان بـيوم حرق الساحرات أو يوم الساحرات، اذ تقوم الناس مساءً بإضرام النار حاملين تمثال ساحرة ويفضلون ان تكون النار على التلال وبعدها يقومون برمي التمثال في تلك النار وتجتمع شبان الناس حول ذلك، وبشكل مفاجئ يتصاعد دخان اسود كثيف يمثل طيران الساحرة بعيداً. لا يزال هذا العيد معروفاً في جمهورية التشيك، اذ يُعرف عندهم من الازمنة الوثنية، ويتصادف هذا العيد مع يوم احتفالي هو الآخر للإلهة السلافية مارزانا التي تمثل الموت والشتاء.
كلما اقترب المساء لمنتصف الليل وتهافتت النيران تبدأ الناس في البحث عن شجرة كرز في فترة التزهير. هذا يوم عيد اخر في الأول من ايار، اذ لا بد من ان تُقبل النساء بعد منتصف الليل وخلال اليوم التالي تحت شجرة كرز، اذ لن يجفن لعام كامل، وهكذا، يُحتفل بالأول من ايار مثل يوم العشاق.

### استونيا
في استونيا، يُحتفل بليلة فالبورجا في عشية الثلاثين من نسيان وفي الساعات الأول في الأول من ايار، اذ ان الأول من ايار يوم عطلة محلية تسمى يوم الربيع. تُعتبر ليلة فالبورجا احتفالية شائعة وذو شأن لمجيء فصل الربيع في البلاد، وبتأثير من الثقافة الألمانية فأن الليل يمثل لقاء الساحرات، ولا تزال الناس ترتدي ملابس مثلما تفعل الساحرات ويجوبون الشوارع بأجواء احتفالية.
تكون احتفالات ليلة فالبورجا قوية للغاية في المدينة الجامعية تارتو جنوبي استونيا. بالنسبة للطلاب المرتبطين بمجموعات طلابية (الجمعيات الاخوية والجمعيات النسائية) تبدأ الاحتفالات عندهم بمواكب يجوبون شوارع تارتو بها وبعدها يزورون بيوت بعضهم البعض طوال فترة الليل.

### فنلندا
تُعتبر ليلة فالبورجا في فنلندا واحده من أكبر أربع اعياد وهن ليلة الكريسماس وليلة راس السنة وعيد منتصف الصيف، اذ تشهد هذه الليلة المهرجان الأكبر في مدن وبلدات فنلندا. تركز احتفالات هذا العيد على تناول مشروبيّ سيما وسباركلين واين ومشروبات روحية أخرى، اذ تبدأ هذه الاحتفالات في مساء الثلاثون من نيسان حتى الأول من ايار. تكون عادات الطلاب وخصوصاً طلاب الهندسة من أهم معالم ليلة فالبورجا. منذ نهايات القرن التاسع عشر، أصبحت طلاب الجامعات تحتفل بهذا العيد التقليدي الذي كان سابقاً للطبقة العليا، اذ ان الكثير من خريجي المدارس الثانوية يرتدون قبعات سوداء وبيضاء خاصة بالطلاب والكثير من طلاب الجامعات يرتدون معاطف ومن العادات هي تناول مشروب سيما، اذ يتم صنع هذا المشروب في المنزل بنسبة منخفضة من مادة الميد مع كيك، وكذلك القمُع المطبوخ طازجاً.
تتضمن الاستعدادات في العاصمة هلسنكي والمنطقة المجاورة لها وضع قبعة (في الثلاثون من نيسان الساعة السادسة مساءً) على التمثال العاري لهافيس أماندا وطبع المجلتين الساخرتين ابي وجولكو اللتان تصدران كل سنتين من قبل طلاب الهندسة في جامعة التو، كلا تلك المجلتين يمتازان بطابع السخرية الا أن مجلة جولكو معيارية في حين مجلة ابي تستخدم لجلب الانتباه، اذ تجري العادة على نشر ابي على مناديل المراحيض وعلى اغطية الأفرشة وعادةٍ ما يتم وضعها في الطرود الصناعية مثل علب سمك السردين وعلب الحليب. تبدأ ليلة فالبورجا عند طلاب الجامعات قبل اسبوع من يوم الاحتفال الرسمي. تتضمن الاحتفالات، ايضاً، نزهة في الأول من ايار واحياناً تستعد الناس لها على نحو فخم خصوصاً في اوللينانماكي في وسط العاصمة هلسنكي، أما في توركو فقد أصبح وضع قبعة فوق تمثال بونسكا من التقاليد.
تتصادف ليلة فالبورجا مع مسيرة عيد العمال الاشتراكي اذ اشتُهر هذا العيد من قبل الاحزاب اليسارية حتى ان السياسة الفنلندية اخذت بليلة فالبورجا كيوم للخروج على المنصات وأثارة الراي العام، وهذا ليس حصراً على النشطاء السياسيين، بل أن الكثير من المؤسسات مثل الكنيسة الانجيلية اللوثرية الفنلندية تقوم بالمسيرة وبإلقاء الخطابات. لا يزال نشطاء سبعينيات القرن المنصرم اليساريين يحتفلون بعيد العمال اذ تُنظم المهرجانات وكثير من محطات الراديو تُشغل اغاني يسارية مثل أغنية «ذا إنترناشيونال».
بحكم التقاليد، يُحتفل بالأول من مايو على شكل نزهة في حديقة عامة وبالنسبة للأغلبية يحتفلون بهذه النزهة مع الاصدقاء بوضع فراش على الأرض مع الطعام ومشروب السباركلين واين، اذ تقوم الناس بنزهات فخمة للغاية حيث يضعون الخيم ومفارش الموائد وشمعدانات فضية وتشغيل الاغاني الكلاسيكية مع الكثير من الطعام وعادةٍ ما تبدأ هذه النزهة في الصباح الباكر اذ لا يزال بعض المحتفلين مستمرين في احتفالاتهم منذ ليلة اليوم السابق.
تحتفظ بعض التجمعات الطلابية بالأماكن التي يخيمون بها في كل سنة وتكون اللافتات والبالونات ومشروب الميد ضرورية في النزهة وبالاحتفال ككل.